# 格德勒島
格德勒島（英語：Girdler Island），是南極洲的島嶼，位於葛拉漢地西岸，處於克利夫島西南面0.2公里和普羅斯佩克特角以西15公里的馬頓灣南部，由英國探險隊繪入地圖和命名，現時由南極條約體系管理。